# Авіаносці класу «Пекін» Type 004
Авіаносці класу «Пекін» Type 004 (англ. Type 004 aircraft carrier) — клас атомних авіаносців, що розробляється для ВМС Китаю. Цей клас стане найбільшим та найпотужнішим у китайському флоті, перевершуючи за розмірами навіть американські авіаносці класу «Gerald R. Ford».

## Розробка та будівництво
Будівництво авіаносця Авіаносця класу «Пекін» Type 004 розпочалося в 2024 році на верфі Jiangnan Shipyard у місті Далянь. Очікується, що корабель буде введений в експлуатацію між 2030 і 2032 роками. Загалом планується побудувати до чотирьох одиниць цього класу.

## Конструкція
Авіаносці класу «Пекін» Type 004 матиме водотоннажність від 110 000 до 120 000 тонн, що робить його найбільшим китайським авіаносцем. Корабель оснащений атомними реакторами нового покоління, що забезпечать йому необмежену дальність плавання без необхідності в частих дозаправках.

## Технології
Авіаносці класу «Пекін» Type 004 буде першим китайським авіаносцем, оснащеним системою електромагнітного запуску літаків (EMALS) та системою катапульти з катапультою, що дозволяє запускати важчі літаки з більшою ефективністю. Також передбачається використання системи CATOBAR (Catapult Assisted Take-Off But Arrested Recovery), що дозволить здійснювати запуск та посадку літаків з більшою швидкістю та ефективністю.

## Авіаційна група
Авіаносць класу «Пекін» Type 004 зможе нести на борту від 70 до 100 літальних апаратів, включаючи:
- J-15T — катапультозапускна версія винищувача J-15.
- J-35 — п'яте покоління стелс-винищувачів, що розробляється для авіаносців.
- KJ-600 — літак дальнього радіолокаційного виявлення та управління.
- Z-20 та Z-18F — гелікоптери для протипідводного боротьби.
- Безпілотні літальні апарати — для розвідки, електронної боротьби та дозаправки в повітрі.

| Назва                      | Статус        | Рік початку будівництва | Планований рік введення в експлуатацію |
| -------------------------- | ------------- | ----------------------- | -------------------------------------- |
| Type 004 (перший корабель) | У будівництві | 2024                    | після 2030                             |
| Type 004-2                 | Запланований  | –                       | після 2030                             |
| Type 004-3                 | Запланований  | –                       | після 2030                             |
| Type 004-4                 | Запланований  | –                       | після 2030                             |

## Стратегічне значення
Введення в експлуатацію Авіаносців класу «Пекін» Type 004 значно посилить можливості Китаю щодо проектування сили в регіоні та за його межами. Атомна енергетика дозволить авіаносцю здійснювати тривалі операції без необхідності в частих дозаправках, що є важливим фактором для підтримки присутності Китаю в стратегічно важливих районах, таких як Південно-Китайське море та Індійський океан.